# بکی کلار

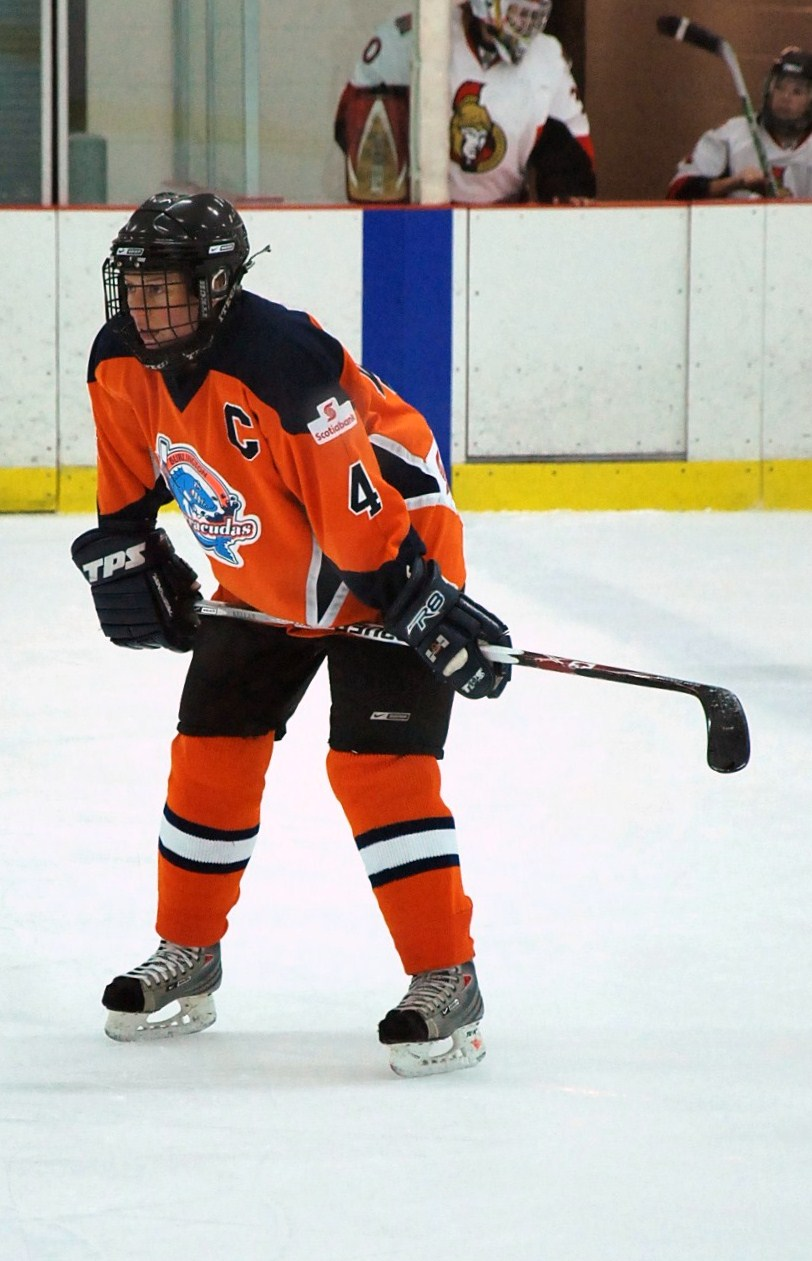
بکی کلار در سال ۲۰۰۹

بکی کلار (به انگلیسی: Becky Kellar) ورزشکار زن رشتهٔ هاکی روی یخ اهل کشور کانادا است. وی در بین سال‌های ‎۱۹۹۸ تا ۲۰۱۰ میلادی در مسابقات بازی‌های المپیک زمستانی در مجموع ۴ مدال، شامل ۳ مدال طلا و ۱ نقره را کسب کرد.